# Bi đá trên băng tại Thế vận hội Mùa đông 2018 - Giải đấu vòng loại
Giải đấu vòng loại Olympic diễn ra từ 5-10 tháng 12 năm 2017 tại Plzeň, Cộng hòa Séc. Giải đấu vòng loại này dành cho các quốc gia đã nhận được điểm vòng loại tại các Giải vô địch bi đá trên băng thế giới 2016 hoặc 2017 hoặc đã từng thi đấu tại các Giải vô địch thế giới năm 2014 hoặc 2015 (đội nam của Séc, đội nữ của Na Uy & Latvia). Hai đội đứng đầu vòng loại này giành vé tham dự Thế vận hội.

## Thể thức
Ở cả hai giải đấu của nam và nữ, các đội thi đấu vòng tròn một lượt. Sau kết thúc vòng bảng, ba đội đứng đầu tiến vào vòng playoff. Tại vòng playoff, các đội hạt giống thứ nhất và thứ hai thi đấu một trận để xác định đội đầu tiên giành vé tham dự Olympic. Đội thua sẽ thi đấu một trận với hạt giống số ba để xác định đội thứ hai tham dự Olympic.

## Nam

### Các đội
| Trung Quốc | Cộng hòa Séc | Đan Mạch | Phần Lan |
| --- | --- | --- | --- |
| Đội trưởng: Liu Rui Người thứ ba: Xu Xiaoming Người thứ hai: Jiang Dongxu Người thứ nhất: Zang Jialiang Dự bị: Ma Yanlong                        | Đội trưởng: Jiří Snítil Người thứ ba: Lukáš Klíma Người thứ hai: Martin Snítil Người thứ nhất: Jindřich Kitzberger Dự bị: Samuel Mokriš | Đội trưởng: Rasmus Stjerne Người thứ ba: Johnny Frederiksen Người thứ hai: Mikkel Poulsen Người thứ nhất: Oliver Dupont Dự bị: Morten Berg Thomsen | Đội trưởng: Aku Kauste Người thứ ba: Kasper Hakunti Người thứ hai: Pauli Jäämies Người thứ nhất: Janne Pitko Dự bị: Kalle Kiiskinen       |
| Đức | Ý | Hà Lan | Vận động viên Olympic từ Nga |
| Đội trưởng: Alexander Baumann Người thứ ba: Manuel Walter Người thứ hai: Daniel Herberg Người thứ nhất: Ryan Sherrard Dự bị: Sebastian Schweizer | Đội trưởng: Joël Retornaz Fourth: Amos Mosaner Người thứ hai: Simone Gonin Người thứ nhất: Daniele Ferrazza Dự bị: Andrea Pilzer        | Đội trưởng: Jaap van Dorp Người thứ ba: Wouter Gösgens Người thứ hai: Laurens Hoekman Người thứ nhất: Carlo Glasbergen Dự bị: Alexander Magan      | Đội trưởng: Alexey Timofeev Người thứ ba: Artem Shmakov Người thứ hai: Artur Razhabov Người thứ nhất: Evgeny Klimov Dự bị: Sergey Glukhov |

### Xếp hạng vòng bảng
| Chú giải | Chú giải       |
| -------- | -------------- |
|          | Đội dự playoff |

| Quốc gia                     | Đội trưởng        | T | B |
| ---------------------------- | ----------------- | - | - |
| Đan Mạch                     | Rasmus Stjerne    | 6 | 1 |
| Ý                            | Joël Retornaz     | 4 | 3 |
| Cộng hòa Séc                 | Jiří Snítil       | 4 | 3 |
| Vận động viên Olympic từ Nga | Alexey Timofeev   | 4 | 3 |
| Trung Quốc                   | Liu Rui           | 4 | 3 |
| Phần Lan                     | Aku Kauste        | 3 | 4 |
| Đức                          | Alexander Baumann | 2 | 5 |
| Hà Lan                       | Jaap van Dorp     | 1 | 6 |

### Các trận đấu
Giờ thi đấu là Giờ chuẩn Trung Âu (UTC+1).

#### Lượt 1
Thứ Ba, 5 tháng 12 năm 20:00
| Đội                                     | 1 | 2 | 3 | 4 | 5 | 6 | 7 | 8 | 9 | 10 | Tỉ số |
| Đan Mạch (Stjerne)                      | 0 | 0 | 1 | 0 | 0 | 1 | 0 | 1 | 0 | X  | 3     |
| Vận động viên Olympic từ Nga (Timofeev) | 0 | 0 | 0 | 1 | 0 | 0 | 2 | 0 | 3 | X  | 6     |

| Đội                   | 1 | 2 | 3 | 4 | 5 | 6 | 7 | 8 | 9 | 10 | Tỉ số |
| Cộng hòa Séc (Snítil) | 0 | 0 | 0 | 0 | 1 | 1 | 0 | 1 | 0 | 2  | 5     |
| Phần Lan (Kauste)     | 0 | 0 | 0 | 0 | 0 | 0 | 1 | 0 | 2 | 0  | 3     |

| Đội              | 1 | 2 | 3 | 4 | 5 | 6 | 7 | 8 | 9 | 10 | Tỉ số |
| Đức (Baumann)    | 0 | 0 | 2 | 0 | 0 | 1 | 0 | 0 | 1 | X  | 4     |
| Trung Quốc (Liu) | 1 | 2 | 0 | 3 | 0 | 0 | 0 | 1 | 0 | X  | 7     |

| Đội               | 1 | 2 | 3 | 4 | 5 | 6 | 7 | 8 | 9 | 10 | Tỉ số |
| Hà Lan (van Dorp) | 1 | 1 | 0 | 1 | 0 | 2 | 0 | 1 | 0 | 0  | 6     |
| Ý (Retornaz)      | 0 | 0 | 2 | 0 | 1 | 0 | 2 | 0 | 0 | 2  | 7     |

#### Lượt 2
Thứ Tư, 6 tháng 12, 12:00
| Đội              | 1 | 2 | 3 | 4 | 5 | 6 | 7 | 8 | 9 | 10 | Tỉ số |
| Ý (Retornaz)     | 0 | 2 | 0 | 0 | 2 | 0 | 1 | 0 | X | X  | 5     |
| Trung Quốc (Liu) | 0 | 0 | 3 | 3 | 0 | 3 | 0 | 1 | X | X  | 10    |

| Đội               | 1 | 2 | 3 | 4 | 5 | 6 | 7 | 8 | 9 | 10 | Tỉ số |
| Hà Lan (van Dorp) | 0 | 0 | 0 | 0 | 1 | 0 | 0 | 1 | 1 | 0  | 3     |
| Đức (Baumann)     | 1 | 1 | 0 | 0 | 0 | 1 | 0 | 0 | 0 | 1  | 4     |

| Đội                   | 1 | 2 | 3 | 4 | 5 | 6 | 7 | 8 | 9 | 10 | Tỉ số |
| Đan Mạch (Stjerne)    | 2 | 0 | 1 | 1 | 0 | 4 | 0 | 2 | X | X  | 10    |
| Cộng hòa Séc (Snítil) | 0 | 2 | 0 | 0 | 1 | 0 | 1 | 0 | X | X  | 4     |

| Đội                                     | 1 | 2 | 3 | 4 | 5 | 6 | 7 | 8 | 9 | 10 | Tỉ số |
| Vận động viên Olympic từ Nga (Timofeev) | 2 | 0 | 1 | 0 | 2 | 0 | 0 | 1 | 0 | 0  | 6     |
| Phần Lan (Kauste)                       | 0 | 2 | 0 | 2 | 0 | 3 | 0 | 0 | 2 | 0  | 9     |

#### Lượt 3
Thứ Tư, 6 tháng 12 năm 20:00
| Đội               | 1 | 2 | 3 | 4 | 5 | 6 | 7 | 8 | 9 | 10 | Tỉ số |
| Hà Lan (van Dorp) | 0 | 2 | 0 | 2 | 1 | 1 | 0 | 1 | 1 | X  | 8     |
| Phần Lan (Kauste) | 2 | 0 | 1 | 0 | 0 | 0 | 1 | 0 | 0 | X  | 4     |

| Đội                | 1 | 2 | 3 | 4 | 5 | 6 | 7 | 8 | 9 | 10 | Tỉ số |
| Đan Mạch (Stjerne) | 0 | 1 | 1 | 0 | 0 | 1 | 0 | 1 | 1 | X  | 5     |
| Trung Quốc (Liu)   | 1 | 0 | 0 | 0 | 2 | 0 | 0 | 0 | 0 | X  | 3     |

| Đội                                     | 1 | 2 | 3 | 4 | 5 | 6 | 7 | 8 | 9 | 10 | Tỉ số |
| Vận động viên Olympic từ Nga (Timofeev) | 1 | 0 | 1 | 1 | 1 | 0 | 0 | 1 | 0 | 0  | 5     |
| Ý (Retornaz)                            | 0 | 1 | 0 | 0 | 0 | 0 | 3 | 0 | 0 | 2  | 6     |

| Đội                   | 1 | 2 | 3 | 4 | 5 | 6 | 7 | 8 | 9 | 10 | Tỉ số |
| Đức (Baumann)         | 0 | 1 | 0 | 2 | 1 | 2 | 0 | 0 | 2 | X  | 8     |
| Cộng hòa Séc (Snítil) | 2 | 0 | 1 | 0 | 0 | 0 | 1 | 0 | 0 | X  | 4     |

#### Lượt 4
Thứ Năm, 7 tháng 12, 14:00
| Đội                                     | 1 | 2 | 3 | 4 | 5 | 6 | 7 | 8 | 9 | 10 | Tỉ số |
| Vận động viên Olympic từ Nga (Timofeev) | 0 | 0 | 1 | 1 | 1 | 0 | 1 | 0 | 1 | 0  | 5     |
| Cộng hòa Séc (Snítil)                   | 2 | 2 | 0 | 0 | 0 | 0 | 0 | 2 | 0 | 1  | 7     |

| Đội               | 1 | 2 | 3 | 4 | 5 | 6 | 7 | 8 | 9 | 10 | Tỉ số |
| Trung Quốc (Liu)  | 3 | 0 | 0 | 0 | 1 | 0 | 0 | 2 | 0 | 1  | 7     |
| Hà Lan (van Dorp) | 0 | 1 | 0 | 1 | 0 | 1 | 1 | 0 | 1 | 0  | 5     |

| Đội           | 1 | 2 | 3 | 4 | 5 | 6 | 7 | 8 | 9 | 10 | 11 | Tỉ số |
| Ý (Retornaz)  | 1 | 0 | 0 | 1 | 0 | 1 | 0 | 0 | 0 | 1  | 2  | 6     |
| Đức (Baumann) | 0 | 3 | 0 | 0 | 0 | 0 | 1 | 0 | 0 | 0  | 0  | 4     |

| Đội                | 1 | 2 | 3 | 4 | 5 | 6 | 7 | 8 | 9 | 10 | Tỉ số |
| Phần Lan (Kauste)  | 0 | 1 | 0 | 1 | 0 | 3 | 1 | 0 | 3 | 0  | 9     |
| Đan Mạch (Stjerne) | 3 | 0 | 3 | 0 | 1 | 0 | 0 | 1 | 0 | 2  | 10    |

#### Lượt 5
Thứ Sáu, 8 tháng 12, 9:00
| Đội                | 1 | 2 | 3 | 4 | 5 | 6 | 7 | 8 | 9 | 10 | Tỉ số |
| Đức (Baumann)      | 0 | 0 | 0 | 0 | 0 | 0 | 1 | 0 | X | X  | 1     |
| Đan Mạch (Stjerne) | 0 | 0 | 1 | 1 | 1 | 2 | 0 | 1 | X | X  | 6     |

| Đội               | 1 | 2 | 3 | 4 | 5 | 6 | 7 | 8 | 9 | 10 | Tỉ số |
| Phần Lan (Kauste) | 1 | 0 | 0 | 2 | 1 | 0 | 1 | 1 | 1 | X  | 7     |
| Ý (Retornaz)      | 0 | 1 | 1 | 0 | 0 | 1 | 0 | 0 | 0 | X  | 3     |

| Đội                                     | 1 | 2 | 3 | 4 | 5 | 6 | 7 | 8 | 9 | 10 | Tỉ số |
| Hà Lan (van Dorp)                       | 1 | 0 | 0 | 3 | 0 | 1 | 0 | 1 | 0 | 0  | 6     |
| Vận động viên Olympic từ Nga (Timofeev) | 0 | 1 | 3 | 0 | 0 | 0 | 1 | 0 | 3 | 1  | 9     |

| Đội                   | 1 | 2 | 3 | 4 | 5 | 6 | 7 | 8 | 9 | 10 | Tỉ số |
| Cộng hòa Séc (Snítil) | 0 | 4 | 0 | 2 | 0 | 1 | 0 | 3 | 0 | X  | 10    |
| Trung Quốc (Liu)      | 1 | 0 | 1 | 0 | 2 | 0 | 2 | 0 | 1 | X  | 7     |

#### Lượt 6
Thứ Sáu, 8 tháng 12 năm 19:00
| Đội                   | 1 | 2 | 3 | 4 | 5 | 6 | 7 | 8 | 9 | 10 | Tỉ số |
| Cộng hòa Séc (Snítil) | 0 | 2 | 0 | 2 | 0 | 0 | 2 | 0 | 0 | X  | 6     |
| Ý (Retornaz)          | 1 | 0 | 3 | 0 | 0 | 1 | 0 | 3 | 2 | X  | 10    |

| Đội                                     | 1 | 2 | 3 | 4 | 5 | 6 | 7 | 8 | 9 | 10 | Tỉ số |
| Đức (Baumann)                           | 0 | 0 | 2 | 0 | 1 | 0 | 0 | 0 | 2 | X  | 5     |
| Vận động viên Olympic từ Nga (Timofeev) | 0 | 2 | 0 | 0 | 0 | 1 | 0 | 3 | 0 | X  | 6     |

| Đội               | 1 | 2 | 3 | 4 | 5 | 6 | 7 | 8 | 9 | 10 | Tỉ số |
| Trung Quốc (Liu)  | 0 | 2 | 2 | 0 | 1 | 2 | 0 | 0 | 1 | 2  | 10    |
| Phần Lan (Kauste) | 2 | 0 | 0 | 1 | 0 | 0 | 2 | 1 | 0 | 0  | 6     |

| Đội                | 1 | 2 | 3 | 4 | 5 | 6 | 7 | 8 | 9 | 10 | Tỉ số |
| Đan Mạch (Stjerne) | 2 | 0 | 2 | 0 | 0 | 1 | 0 | 1 | 1 | X  | 7     |
| Hà Lan (van Dorp)  | 0 | 2 | 0 | 0 | 1 | 0 | 0 | 0 | 0 | X  | 3     |

#### Lượt 7
Thứ Bảy, 9 tháng 12, 13:00
| Đội               | 1 | 2 | 3 | 4 | 5 | 6 | 7 | 8 | 9 | 10 | Tỉ số |
| Phần Lan (Kauste) | 2 | 0 | 1 | 1 | 0 | 0 | 1 | 2 | 1 | X  | 8     |
| Đức (Baumann)     | 0 | 1 | 0 | 0 | 1 | 2 | 0 | 0 | 0 | X  | 4     |

| Đội                | 1 | 2 | 3 | 4 | 5 | 6 | 7 | 8 | 9 | 10 | Tỉ số |
| Ý (Retornaz)       | 0 | 0 | 0 | 1 | 0 | 0 | 2 | 0 | X | X  | 3     |
| Đan Mạch (Stjerne) | 0 | 0 | 3 | 0 | 1 | 0 | 0 | 4 | X | X  | 8     |

| Đội                   | 1 | 2 | 3 | 4 | 5 | 6 | 7 | 8 | 9 | 10 | Tỉ số |
| Cộng hòa Séc (Snítil) | 2 | 0 | 0 | 0 | 2 | 0 | 3 | 0 | 1 | X  | 8     |
| Hà Lan (van Dorp)     | 0 | 1 | 0 | 1 | 0 | 1 | 0 | 1 | 0 | X  | 4     |

| Đội                                     | 1 | 2 | 3 | 4 | 5 | 6 | 7 | 8 | 9 | 10 | Tỉ số |
| Trung Quốc (Liu)                        | 0 | 1 | 1 | 0 | 1 | 0 | 0 | 2 | 0 | X  | 5     |
| Vận động viên Olympic từ Nga (Timofeev) | 1 | 0 | 0 | 1 | 0 | 1 | 2 | 0 | 3 | X  | 8     |

### Playoff
|  | Trận tranh vé thứ hai | Trận tranh vé thứ hai | Trận tranh vé thứ hai |  |  | Trận tranh vé thứ nhất | Trận tranh vé thứ nhất | Trận tranh vé thứ nhất |
|  |                       |                       |                       |  |  |                        |                        |                        |
|  |                       |                       |                       |  |  | 1                      | Đan Mạch               | 5                      |
|  | 1                     | Đan Mạch              | 4                     |  |  | 2                      | Ý                      | 6                      |
|  | 3                     | Cộng hòa Séc          | 2                     |  |  |                        |                        |                        |

#### Trận tranh vé thứ nhất
Chủ nhật, 10 tháng 12, 8:00
| Đội                | 1 | 2 | 3 | 4 | 5 | 6 | 7 | 8 | 9 | 10 | 11 | Tỉ số |
| Đan Mạch (Stjerne) | 1 | 0 | 2 | 0 | 0 | 0 | 1 | 0 | 0 | 1  | 0  | 5     |
| Ý (Retornaz)       | 0 | 1 | 0 | 2 | 0 | 0 | 0 | 0 | 2 | 0  | 1  | 6     |

| Tỉ lệ điểm         | Tỉ lệ điểm | Tỉ lệ điểm       | Tỉ lệ điểm |
| Đan Mạch           | Đan Mạch   | Ý                | Ý          |
| ------------------ | ---------- | ---------------- | ---------- |
| Oliver Dupont      | 81%        | Daniele Ferrazza | 73%        |
| Mikkel Poulsen     | 86%        | Simone Gonin     | 83%        |
| Johnny Frederiksen | 84%        | Joël Retornaz    | 84%        |
| Rasmus Stjerne     | 77%        | Amos Mosaner     | 72%        |
| Tổng               | 82%        | Tổng             | 78%        |

#### Trận tranh vé thứ hai
Chủ nhật, 10 tháng 12 năm 16:00
| Đội                   | 1 | 2 | 3 | 4 | 5 | 6 | 7 | 8 | 9 | 10 | Tỉ số |
| Đan Mạch (Stjerne)    | 0 | 0 | 1 | 0 | 2 | 0 | 0 | 0 | 0 | 1  | 4     |
| Cộng hòa Séc (Snítil) | 0 | 0 | 0 | 1 | 0 | 0 | 0 | 1 | 0 | 0  | 2     |

| Tỉ lệ điểm         | Tỉ lệ điểm | Tỉ lệ điểm          | Tỉ lệ điểm   |
| Đan Mạch           | Đan Mạch   | Cộng hòa Séc        | Cộng hòa Séc |
| ------------------ | ---------- | ------------------- | ------------ |
| Oliver Dupont      | 79%        | Jindřich Kitzberger | 93%          |
| Mikkel Poulsen     | 91%        | Martin Snítil       | 84%          |
| Johnny Frederiksen | 85%        | Lukáš Klíma         | 86%          |
| Rasmus Stjerne     | 88%        | Jiří Snítil         | 83%          |
| Tổng               | 86%        | Tổng                | 87%          |

## Nữ

### Các đội
| Trung Quốc | Cộng hòa Séc | Đan Mạch | Phần Lan |
| --- | --- | --- | --- |
| Đội trưởng: Wang Bingyu Người thứ ba: Zhou Yan Người thứ hai: Liu Jinli Người thứ nhất: Ma Jingyi                                              | Đội trưởng: Anna Kubešková Người thứ ba: Alžběta Baudyšová Người thứ hai: Tereza Plíšková Người thứ nhất: Klára Svatoňová Dự bị: Ezhen Kolchevskaia | Đội trưởng: Madeleine Dupont Người thứ ba: Denise Dupont Người thứ hai: Julie Høgh Người thứ nhất: Mathilde Halse Dự bị: Lina Knudsen         | Đội trưởng: Oona Kauste Người thứ ba: Eszter Juhasz Người thứ hai: Maija Salmiovirta Người thứ nhất: Jenni Rasanen Dự bị: Lotta Immonen |
| Đức | Ý | Latvia | |
| Đội trưởng: Daniela Jentsch Người thứ ba: Josephine Obermann Người thứ hai: Analena Jentsch Người thứ nhất: Pia-Lisa Schöll Dự bị: Emira Abbes | Đội trưởng: Diana Gaspari Người thứ ba: Veronica Zappone Người thứ hai: Stefania Constantini Người thứ nhất: Angela Romei Dự bị: Chiara Olivieri    | Đội trưởng: Iveta Staša-Šaršūne Người thứ ba: Ieva Krusta Người thứ hai: Santa Blumberga Người thứ nhất: Evelina Barone Dự bị: Madara Bremane | |

### Xếp hạng vòng bảng
| Chú giải | Chú giải       |
| -------- | -------------- |
|          | Đội dự playoff |

| Quốc gia     | Đội trưởng          | T | B |
| ------------ | ------------------- | - | - |
| Ý            | Diana Gaspari       | 5 | 1 |
| Trung Quốc   | Wang Bingyu         | 5 | 1 |
| Đan Mạch     | Madeleine Dupont    | 4 | 2 |
| Cộng hòa Séc | Anna Kubešková      | 3 | 3 |
| Latvia       | Iveta Staša-Šaršūne | 2 | 4 |
| Đức          | Daniela Jentsch     | 2 | 4 |
| Phần Lan     | Oona Kauste         | 0 | 6 |

### Các trận đấu
Giờ thi đấu là Giờ chuẩn Trung Âu (UTC+1).

#### Lượt 1
Thứ Ba, 5 tháng 12, 15:00
| Đội                    | 1 | 2 | 3 | 4 | 5 | 6 | 7 | 8 | 9 | 10 | Tỉ số |
| Latvia (Staša-Šaršūne) | 2 | 0 | 0 | 3 | 1 | 0 | 1 | 0 | 1 | 2  | 10    |
| Đức (Jentsch)          | 0 | 0 | 2 | 0 | 0 | 1 | 0 | 2 | 0 | 0  | 5     |

| Đội               | 1 | 2 | 3 | 4 | 5 | 6 | 7 | 8 | 9 | 10 | Tỉ số |
| Đan Mạch (Dupont) | 0 | 1 | 0 | 2 | 0 | 1 | 0 | 2 | 1 | X  | 7     |
| Ý (Gaspari)       | 1 | 0 | 1 | 0 | 1 | 0 | 1 | 0 | 0 | X  | 4     |

| Đội                      | 1 | 2 | 3 | 4 | 5 | 6 | 7 | 8 | 9 | 10 | 11 | Tỉ số |
| Cộng hòa Séc (Kubešková) | 1 | 0 | 1 | 2 | 1 | 0 | 1 | 0 | 0 | 0  | 0  | 6     |
| Trung Quốc (Wang)        | 0 | 1 | 0 | 0 | 0 | 1 | 0 | 1 | 1 | 2  | 1  | 7     |

#### Lượt 2
Thứ Tư, 6 tháng 12, 8:00
| Đội                      | 1 | 2 | 3 | 4 | 5 | 6 | 7 | 8 | 9 | 10 | Tỉ số |
| Cộng hòa Séc (Kubešková) | 2 | 0 | 2 | 0 | 2 | 0 | 2 | 0 | 1 | X  | 9     |
| Latvia (Staša-Šaršūne)   | 0 | 1 | 0 | 1 | 0 | 1 | 0 | 2 | 0 | X  | 5     |

| Đội               | 1 | 2 | 3 | 4 | 5 | 6 | 7 | 8 | 9 | 10 | Tỉ số |
| Phần Lan (Kauste) | 0 | 0 | 0 | 0 | 0 | 0 | X | X | X | X  | 0     |
| Trung Quốc (Wang) | 2 | 2 | 1 | 2 | 1 | 1 | X | X | X | X  | 9     |

| Đội               | 1 | 2 | 3 | 4 | 5 | 6 | 7 | 8 | 9 | 10 | Tỉ số |
| Đức (Jentsch)     | 0 | 1 | 0 | 3 | 1 | 0 | 2 | 0 | 0 | 0  | 7     |
| Đan Mạch (Dupont) | 0 | 0 | 2 | 0 | 0 | 1 | 0 | 3 | 1 | 2  | 9     |

#### Lượt 3
Thứ Tư, 6 tháng 12 năm 16:00
| Đội                      | 1 | 2 | 3 | 4 | 5 | 6 | 7 | 8 | 9 | 10 | Tỉ số |
| Đức (Jentsch)            | 2 | 0 | 1 | 0 | 2 | 0 | 2 | 0 | 0 | 3  | 10    |
| Cộng hòa Séc (Kubešková) | 0 | 3 | 0 | 1 | 0 | 1 | 0 | 1 | 1 | 0  | 7     |

| Đội               | 1 | 2 | 3 | 4 | 5 | 6 | 7 | 8 | 9 | 10 | Tỉ số |
| Ý (Gaspari)       | 0 | 2 | 0 | 1 | 2 | 1 | 0 | 1 | 0 | X  | 7     |
| Phần Lan (Kauste) | 0 | 0 | 1 | 0 | 0 | 0 | 2 | 0 | 1 | X  | 4     |

| Đội                    | 1 | 2 | 3 | 4 | 5 | 6 | 7 | 8 | 9 | 10 | Tỉ số |
| Trung Quốc (Wang)      | 1 | 0 | 3 | 1 | 0 | 3 | 0 | 2 | 1 | X  | 11    |
| Latvia (Staša-Šaršūne) | 0 | 2 | 0 | 0 | 2 | 0 | 1 | 0 | 0 | X  | 5     |

#### Lượt 4
Thứ Năm, 7 tháng 12, 9:00
| Đội               | 1 | 2 | 3 | 4 | 5 | 6 | 7 | 8 | 9 | 10 | Tỉ số |
| Trung Quốc (Wang) | 0 | 1 | 0 | 3 | 0 | 0 | 1 | 0 | 0 | 0  | 5     |
| Ý (Gaspari)       | 0 | 0 | 1 | 0 | 0 | 1 | 0 | 3 | 1 | 2  | 8     |

| Đội                      | 1 | 2 | 3 | 4 | 5 | 6 | 7 | 8 | 9 | 10 | Tỉ số |
| Đan Mạch (Dupont)        | 0 | 2 | 1 | 0 | 2 | 0 | 0 | 0 | 0 | X  | 5     |
| Cộng hòa Séc (Kubešková) | 2 | 0 | 0 | 2 | 0 | 0 | 2 | 2 | 1 | X  | 9     |

| Đội                    | 1 | 2 | 3 | 4 | 5 | 6 | 7 | 8 | 9 | 10 | Tỉ số |
| Latvia (Staša-Šaršūne) | 2 | 0 | 0 | 2 | 3 | 0 | 2 | 0 | 1 | X  | 10    |
| Phần Lan (Kauste)      | 0 | 1 | 1 | 0 | 0 | 1 | 0 | 2 | 0 | X  | 5     |

#### Lượt 5
Thứ Năm, 7 tháng 12 năm 19:00
| Đội                      | 1 | 2 | 3 | 4 | 5 | 6 | 7 | 8 | 9 | 10 | Tỉ số |
| Cộng hòa Séc (Kubešková) | 0 | 2 | 0 | 3 | 1 | 0 | 2 | 0 | 3 | X  | 11    |
| Phần Lan (Kauste)        | 2 | 0 | 1 | 0 | 0 | 1 | 0 | 1 | 0 | X  | 5     |

| Đội           | 1 | 2 | 3 | 4 | 5 | 6 | 7 | 8 | 9 | 10 | 11 | Tỉ số |
| Đức (Jentsch) | 0 | 0 | 3 | 0 | 0 | 2 | 0 | 4 | 0 | 0  | 0  | 9     |
| Ý (Gaspari)   | 2 | 1 | 0 | 0 | 2 | 0 | 1 | 0 | 2 | 1  | 1  | 10    |

| Đội                    | 1 | 2 | 3 | 4 | 5 | 6 | 7 | 8 | 9 | 10 | 11 | Tỉ số |
| Latvia (Staša-Šaršūne) | 2 | 0 | 1 | 0 | 1 | 1 | 0 | 3 | 0 | 1  | 0  | 9     |
| Đan Mạch (Dupont)      | 0 | 2 | 0 | 2 | 0 | 0 | 3 | 0 | 2 | 0  | 1  | 10    |

#### Lượt 6
Thứ Sáu, 8 tháng 12, 14:00
| Đội               | 1 | 2 | 3 | 4 | 5 | 6 | 7 | 8 | 9 | 10 | Tỉ số |
| Đan Mạch (Dupont) | 0 | 1 | 1 | 0 | 0 | 1 | 0 | 0 | X | X  | 3     |
| Trung Quốc (Wang) | 2 | 0 | 0 | 1 | 2 | 0 | 0 | 4 | X | X  | 9     |

| Đội                      | 1 | 2 | 3 | 4 | 5 | 6 | 7 | 8 | 9 | 10 | Tỉ số |
| Ý (Gaspari)              | 1 | 0 | 0 | 0 | 0 | 3 | 0 | 2 | 0 | 3  | 9     |
| Cộng hòa Séc (Kubešková) | 0 | 2 | 0 | 0 | 1 | 0 | 2 | 0 | 2 | 0  | 7     |

| Đội               | 1 | 2 | 3 | 4 | 5 | 6 | 7 | 8 | 9 | 10 | Tỉ số |
| Phần Lan (Kauste) | 1 | 0 | 0 | 1 | 0 | 1 | 0 | 0 | 1 | 0  | 4     |
| Đức (Jentsch)     | 0 | 3 | 0 | 0 | 1 | 0 | 1 | 0 | 0 | 1  | 6     |

#### Lượt 7
Thứ Bảy, 9 tháng 12, 9:00
| Đội               | 1 | 2 | 3 | 4 | 5 | 6 | 7 | 8 | 9 | 10 | Tỉ số |
| Phần Lan (Kauste) | 0 | 0 | 0 | 1 | 0 | 2 | 0 | 0 | X | X  | 3     |
| Đan Mạch (Dupont) | 1 | 1 | 1 | 0 | 3 | 0 | 1 | 2 | X | X  | 9     |

| Đội               | 1 | 2 | 3 | 4 | 5 | 6 | 7 | 8 | 9 | 10 | Tỉ số |
| Trung Quốc (Wang) | 0 | 1 | 0 | 2 | 2 | 0 | 2 | 0 | X | X  | 7     |
| Đức (Jentsch)     | 0 | 0 | 1 | 0 | 0 | 1 | 0 | 1 | X | X  | 3     |

| Đội                    | 1 | 2 | 3 | 4 | 5 | 6 | 7 | 8 | 9 | 10 | 11 | Tỉ số |
| Ý (Gaspari)            | 0 | 0 | 1 | 1 | 0 | 1 | 0 | 2 | 1 | 0  | 1  | 7     |
| Latvia (Staša-Šaršūne) | 0 | 1 | 0 | 0 | 1 | 0 | 3 | 0 | 0 | 1  | 0  | 6     |

### Playoff
|  | Trận tranh vé thứ hai | Trận tranh vé thứ hai | Trận tranh vé thứ hai |  |  | Trận tranh vé thứ nhất | Trận tranh vé thứ nhất | Trận tranh vé thứ nhất |
|  |                       |                       |                       |  |  |                        |                        |                        |
|  |                       |                       |                       |  |  | 1                      | Ý                      | 4                      |
|  | 1                     | Ý                     | 4                     |  |  | 2                      | Trung Quốc             | 11                     |
|  | 3                     | Đan Mạch              | 5                     |  |  |                        |                        |                        |

#### Trận tranh vé thứ nhất
Thứ Bảy, 9 tháng 12 năm 19:00
| Đội               | 1 | 2 | 3 | 4 | 5 | 6 | 7 | 8 | 9 | 10 | Tỉ số |
| Ý (Gaspari)       | 3 | 0 | 0 | 0 | 1 | 0 | 0 | 0 | X | X  | 4     |
| Trung Quốc (Wang) | 0 | 1 | 3 | 4 | 0 | 1 | 1 | 1 | X | X  | 11    |

| Tỉ lệ điểm           | Tỉ lệ điểm | Tỉ lệ điểm  | Tỉ lệ điểm |
| Ý                    | Ý          | Trung Quốc  | Trung Quốc |
| -------------------- | ---------- | ----------- | ---------- |
| Angela Romei         | 70%        | Ma Jingyi   | 89%        |
| Stefania Constantini | 73%        | Liu Jinli   | 67%        |
| Veronica Zappone     | 80%        | Zhou Yan    | 83%        |
| Diana Gaspari        | 61%        | Wang Bingyu | 78%        |
| Tổng                 | 71%        | Tổng        | 79%        |

#### Trận tranh vé thứ hai
Chủ nhật, 10 tháng 12, 12:00
| Đội               | 1 | 2 | 3 | 4 | 5 | 6 | 7 | 8 | 9 | 10 | 11 | Tỉ số |
| Ý (Gaspari)       | 0 | 0 | 1 | 1 | 0 | 0 | 1 | 0 | 0 | 1  | 0  | 4     |
| Đan Mạch (Dupont) | 0 | 0 | 0 | 0 | 0 | 1 | 0 | 2 | 1 | 0  | 1  | 5     |

| Tỉ lệ điểm           | Tỉ lệ điểm | Tỉ lệ điểm       | Tỉ lệ điểm |
| Ý                    | Ý          | Đan Mạch         | Đan Mạch   |
| -------------------- | ---------- | ---------------- | ---------- |
| Angela Romei         | 73%        | Mathilde Halse   | 69%        |
| Stefania Constantini | 84%        | Julie Høgh       | 60%        |
| Veronica Zappone     | 81%        | Denise Dupont    | 65%        |
| Diana Gaspari        | 61%        | Madeleine Dupont | 75%        |
| Tổng                 | 75%        | Tổng             | 67%        |